# LCH.Clearnet
LCH è una camera di compensazione con sede in Europa che lavora per le più grandi borse internazionali come per i mercati over the counter.
LCH Clearnet fino al 2012 ha compensato approssimativamente il 50% del mercato globale dell'Interest Rate Swap ed è il secondo più grande compensatore di titoli e depositi al mondo, fornendo servizi per 13 mercati del debito pubblico.
Gestisce inoltre anche materie prime, titoli, derivati negoziati in borsa, credit default swap, contratti energetici, derivati merci, swap su tassi d'interesse, dei cambi e obbligazioni in euro e sterline.